# 高橋実
高橋 実（たかはし みのる、1949年4月1日 - ）は、日本の学者。名古屋工業大学学長を経て、愛知産業大学学長。専門は、セラミックスプロセッシング、粉体工学、応用レオロジー。

## 人物・経歴
- 1973年3月　東京大学工学部資源開発工学科卒業
- 1975年3月　東京大学大学院工学系研究科資源開発工学専門課程修士課程修了
- 1975年4月　名古屋工業大学助手
- 1986年8月　名古屋工業大学講師
- 1987年12月　名古屋工業大学助教授
- 1990年3月　ペンシルベニア州立大学（文部省在外研究員）
- 1991年4月　名古屋工業大学助教授
- 1994年4月　名古屋工業大学教授
- 2003年4月　名古屋工業大学セラミックス基盤工学研究センター長
- 2004年1月　名古屋工業大学学長補佐
- 2004年4月　名古屋工業大学副学長
- 2006年4月　国立大学法人名古屋工業大学理事
- 2010年4月　国立大学法人名古屋工業大学長
- 2022年4月　愛知産業大学学長、愛知産業大学短期大学学長、学校法人愛知産業大学理事（教育（大学）・産学連携）[1]

現在に至る

## 資格
- 工学博士（東京大学）

## 学会活動
- 粉体工学会　2000年4月 -